# Ni una menos

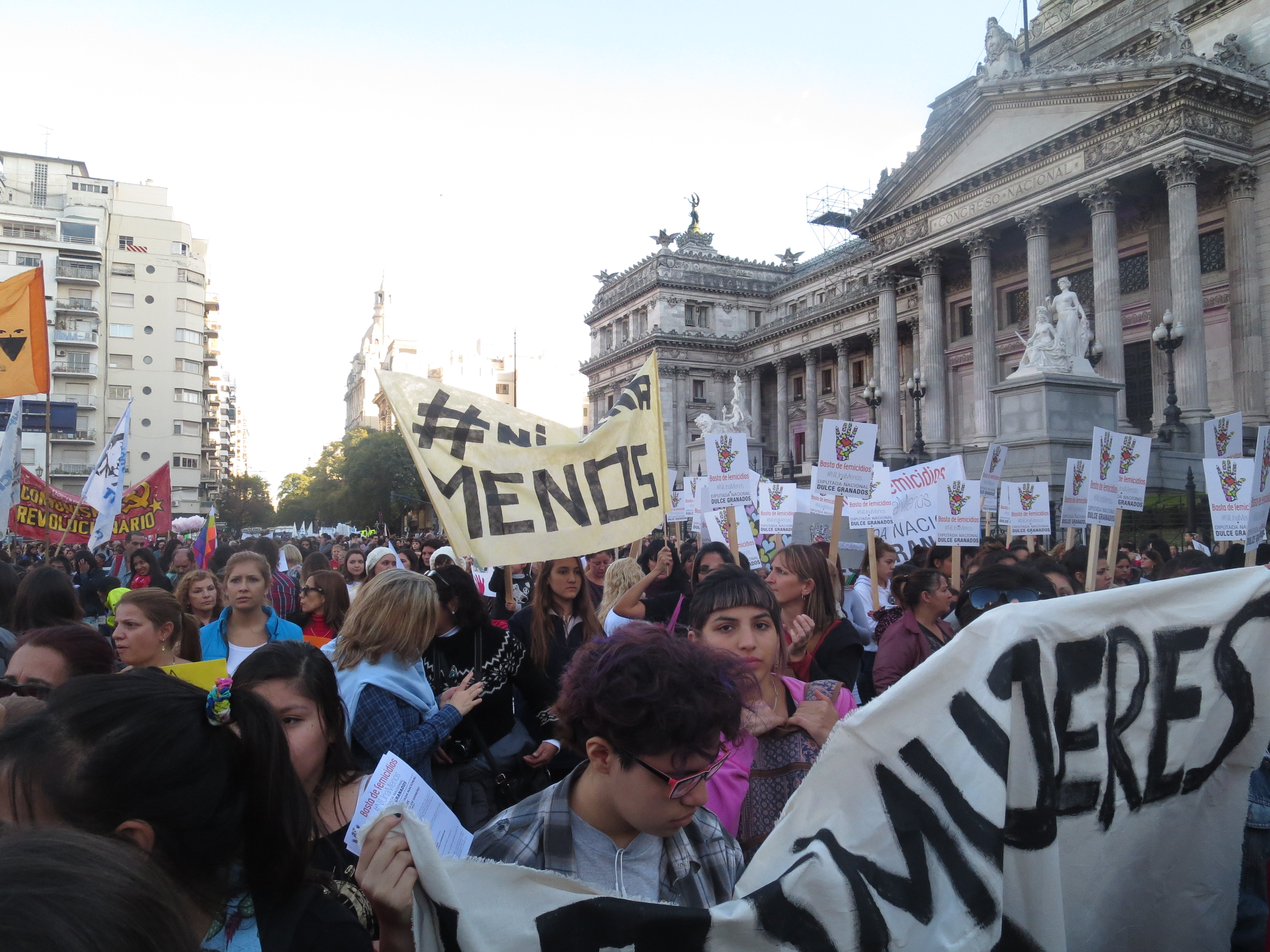
1. Niunamenos

Ni una menos va ser una multitudinària marxa de protesta en contra de la violència de gènere que es va donar a diverses ciutats de l'Argentina, Xile i Uruguai el 3 de juny de 2015.

## Origen
El 1995, Susana Chávez va escriure un poema amb la frase «Ni una muerta más» per protestar pels feminicidis a Ciudad Juárez. La poetessa va acabar assassinada el 2011 per la seva lluita dels drets de les dones.
Un grup d'escriptores, artistes i periodistes militants va prendre aquesta expressió i la va convertir en «Ni una menos», és a dir, ni una dona menys víctima del feminicidi, per utilitzar-la com a convocatòria per a la mobilització.

## Convocatòria
A causa de la situació alarmant que generaven els femicidis en l'Argentina, un grup de dones va organitzar primer una marató de lectura en la Plaza Boris Spivacow el 26 de març de 2015. Coincidia en forma alarmant la troballa del cadàver de Daiana García el mateix dia que es van complir deu anys de la desaparició de l'estudiant neuquina Florència Pennacchi, quan va sortir de la seva casa al barri de Palerm. L'objectiu era visibilizar la problemàtica i reclamar un fre al comptador de dones mortes havia pujat fins a 277 a nivell argentí el 2014. Temps després, l'assassinat de Chiara Páez va fer que tornessin a organitzar-se en una nova convocatòria enfront del Congrés de la Nació, el 3 de juny de 2015. A pesar que el tema va ser iniciat per Marcela Ojeda, Ingrid Beck, Mercedes Funes, Ana Correa, Soledad Vallejos, Valeria Sanpedro, Micaela Libson, Hinde Pomeraniec, Marina Abiusoy Florencia Etcheves, va ser pres per grups feministes i publicitat en revistes femenines, va ser recolzat per tota mena de persones indistintament del seu gènere.
Al començament es tractava d'un esdeveniment feminista, però el tema ràpidament es va viralitzar i va prendre transcendència internacional.
La convocatòria es va realitzar principalment a través de les xarxes socials. Nombroses figures públiques es van adherir, incloent jugadors de futbol, actors, artistes, periodistes, esportistes, dirigents polítics, ONGs, sindicats, famosos i personatges mediàtics.
Una nova convocatòria es va repetir el 3 de juny de 2016.

## Repercussió

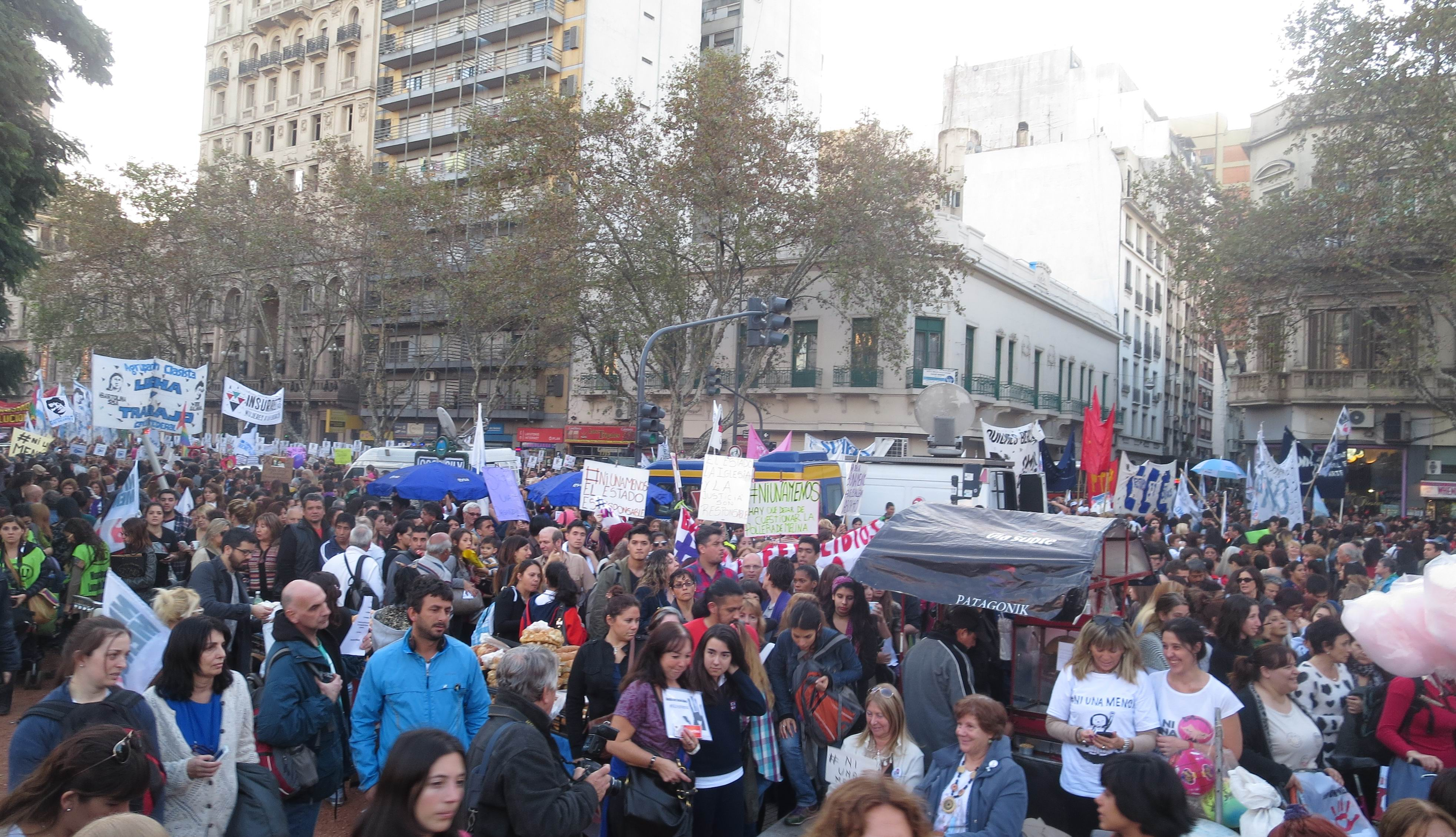
Ni una menos, multitudinària marxa contra la violència de gènere a Buenos Aires

Va haver-hi massives marxes en més de cent ciutats a la mateixa hora.
A Buenos Aires es va tractar d'una convocatòria multitudinària enfront del Congrés de la Nació amb més de 300.000 persones, homes, dones i nens.